# Гребенщикова, Галина Александровна
Гребенщикова Галина Александровна (род. 1958) – доктор исторических наук, профессор, историк Русского флота, популяризатор, автор книг статей и рецензий. Заведующая Лабораторией истории флота и мореплавания Санкт-Петербургского государственного морского технического университета (Факультет естественнонаучного и гуманитарного образования, кафедра истории и культурологии).
Книги Гребенщиковой неизменно основаны на подробных исследованиях архивов и содержат огромное количество информации, как текстовой, так и в виде схем, чертежей и таблиц.
Научный консультант АНО "Центр подводных исследований Русского географического общества".

## Книги и монографии
«Российский флот при императоре Павле I» (2024, тираж 500 экз.)
«Российский флот и дипломатия Екатерины II. Том 3 часть 3. Три войны Екатерины.» (2023, тираж 1000 экз.)
«Российский флот и дипломатия Екатерины II. Том III часть 2. Три войны Екатерины.» (2022, тираж 1000 экз.)
«Российский флот и дипломатия Екатерины II. Том III часть 1. Три войны Екатерины.» (2021, тираж 1000 экз.)
«Российский флот и дипломатия Екатерины II. Том 2. Секретные Экспедиции Русского флота». (2020, тираж 1000 экз.)
«Российский флот и дипломатия Екатерины II. Том 1. Наследие Петра Великого». (2019, тираж 1000 экз.)
"Ленингpадcкий коpаблeстpoитeльный институт - Caнкт-Петербуpгский госудaрствeнный мopcкой тeхнический университeт". Издательство "Остров", 2020 год. Формат 23х28 см, 367 страниц.
- Серия изданий "Библиотека Морского собрания":

"Морское сражение под Наварином: причины и следствия. СПб, Остров, 2017 г, - 488 с., твёрдый переплет, увеличенный формат. Тираж 3000 экз.
В книге даны документы по истории войны и последующего союза России и Оттоманской Порты (Турция). История ввода Российского флота в проливы Босфор на продолжительное время, формирования сводной англо-французско-русской эскадры и её сражения с эскадрой Турции в порту Наварин.
"Чесменская победа — триумф России в Средиземном море", СПб, Остров. 
«Россия и Турция. 12 невыученных уроков» (2016) СПб, Остров. 
- книги о истории Российского флота:

«Российский флот при Николае I» (2014);
«Российские флотилии в Средиземном море и морская политика России при Екатерине II» (2014);
«Черноморский флот в годы правления Екатерины II. Том 1, том 2» (2012). Год издания: 2012. Твердый переплет, 512 стр. Тираж: 1000 экз
«Балтийский флот в период правления Екатерины II» Год издания: 2007 Твердый переплет, 752 стр.
"Черноморский флот перед Крымской войной 1853—1856 годов. Геополитика и стратегия" 2003, брошюра (80 страниц, м
- монографи). Тираж о кораблях (с архивными чертежами для судомоделистов):

«Фрегат „Венус“ в Русско-Шведской и Наполеоновских войнах». Год издания: 2015. Мягкая обложка, 200 стр. Тираж: 500 экз. 
«Линейный корабль „Двенадцать Апостолов“. Флагман адмирала Лазарева» Изд. ЭКСМО Год издания: 2016. 224 страницы.
«Линейный корабль Виктори. Флагман адмирала Нельсона» Издательство ЭКСМО Год 2016, 192 страницы, 1600 экз.
"120-пушечный корабль „Двенадцать апостолов“» (2003)  издательство Мидель-шпангоут, № 5(10)/2003.
«Линейные корабли 1-го ранга VICTORY 1765, ROYAL SOVEREIGN 1786».Год издания: 2010. Мягкая обложка,176 стр.
«84-пушечные корабли адмирала Лазарева» и альбом чертежей. В альбоме архивные цветные чертежи корабля «Ягудиил» формат крупный (30 см)Точный тираж неизвестен, книга печаталась по предзаказам. На 4.11.2009 было напечатано 200 экз. 
"100-пушечные корабли типа "VICTORY" в русско-шведской и наполеоновских войнах" Санкт-Петербург, Остров, 2006  392 страницы, формат крупный (30 см).
==Статьи==

## Диссертации
Балтийский флот в период правления Екатерины II: проблемы развития и роль в системе самодержавной монархии, диссертация, 07.00.02